# 大阪薬品
大阪薬品株式会社（おおさかやくひん）は、大阪府大阪市東区高麗橋詰町46に本社を置く、医薬品卸売業であった。塩野義製薬系医薬品卸。現在はスズケンである。

## 概要
- 代表取締役社長 石井良一

## 沿革
- 1939年（昭和14年）4月 - 創業
- 1951年（昭和26年）3月 - 無配当となり資金繰りが困難となる
- 1951年（昭和26年）7月 - 塩野義製薬から出資及び役員出向し塩野義系子会社となる
- 1998年（平成10年）7月 - 塩野義系の東京都の大森薬品・高田東栄薬品・宮城県のフタミ薬品・大阪府の天泉三丘薬品・大阪薬品・京都府の京西堂・和歌山県の和歌山薬品・鳥取県のサンコー薬品・徳島県のトクヤク・愛媛県の愛薬・福岡県の福岡薬品が合併しオオモリ薬品設立

## 営業所
- 大阪市・伊丹市・東大阪市・堺市・高槻市

## 主な取引メーカー
- 塩野義製薬
- 小野薬品工業
- 明治製菓
- 萬有製薬

## 備考
- 1971年（昭和46年）7月3日、元代表取締役社長・納谷正男は、フルムーン旅行先の北海道亀田郡七飯町横津岳で、東亜国内航空63便「ばんだい」号 (YS-11) 墜落事故で急逝。ばんだい号墜落事故を参考。